# Coccothrinax guantanamensis
Coccothrinax guantanamensis är en enhjärtbladig växtart som först beskrevs av Hermano León, och fick sitt nu gällande namn av Onaney Muñiz och Attila L. Borhidi. Coccothrinax guantanamensis ingår i släktet Coccothrinax och familjen Arecaceae. Inga underarter finns listade i Catalogue of Life.